# Moviken
Moviken était une société française spécialiste des systèmes d'information pour les transports publics (trains, métros, tramways, autobus et autocars), la multimodalité et la mobilité durable,.
Moviken était cotée sur le marché libre de NYSE Euronext depuis juillet 2011.

## Historique
Moviken reprend à sa création en 2003 le plateau cartographique Iken, sous-traitant des éditeurs cartographiques (Michelin, Pages Jaunes,..). L'entreprise crée l'année suivante la première carte de France des transports en partenariat avec la SNCF et la première carte de l'infrastructure ferroviaire pour le compte de RFF.
En 2006, Moviken reçoit le Prix de l'Innovation Transports pour le lancement de iTransports, premier serveur cartographique des transports de voyageurs, réalisé avec l'appui du ministère des Transports, de l'ADEME et d'Oséo. iTransports devient une plate-forme nationale de calcul d'itinéraires par les transports l'année suivante.
En 2008, Moviken lance le premier serveur mobile d'information transports en France en partenariat avec SFR et avec l'appui du GART ; Bouygues Telecom lance Ici Info, serveur national de réalité augmentée, en partenariat avec Moviken pour l'information transports.  
Deux ans plus tard, Moviken lance Navibus, un logiciel de navigation pour les véhicules de transports de voyageurs.  
Un accord de partenariat avec Vinci Park est signé en 2013 pour l'équipement en bornes d'information multimodales et pour la fourniture d'un contenu au service multimodal Mobiway.  
En 2014, Moviken signe un accord de partenariat avec le groupe Kanoo et équipe six nouveaux réseaux de son logiciel Navibus dont Londres et Dubaï. 
L'entreprise est placée en redressement judiciaire le 30 novembre 2015 et liquidée le 1er février 2016. Ses actifs sont cédés au Groupe Réactis[réf. souhaitée].